# أبولو 10

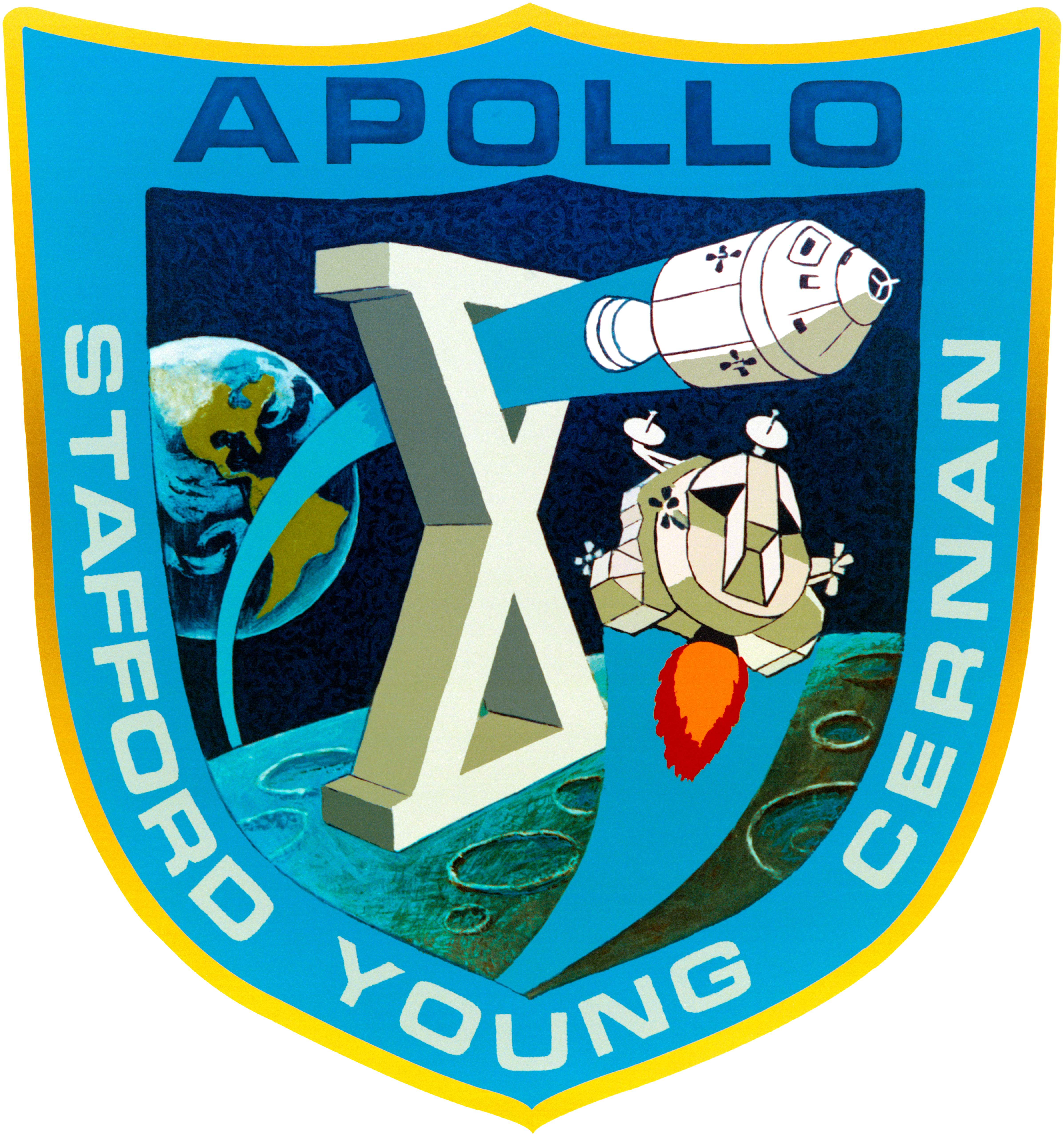
شارة أبولو 10

بعد نجاح رحلة أبولو 8، وهي الرحلة الأولى لرواد الفضاء في الذهاب إلى القمر والدخول في مدارهِ والعودة إلى الأرض من دون هبوط على سطح القمر، كانت الخطوة التالية هي أرسال بعثة  أبولو 10  إلى القمر لاختبار عملية انفصال المركبة القمرية Lunar Module عن مركبة الفضاء Command Module وتجربة ذلك في مدار حول القمر ثم لقائها ثانيا مع مركبة الفضاء والاشتباك بها، ثم العودة إلى الأرض. كانت رحلة أبولو 10 التمهيد الأخير لبعثة أبولو 11 في الهبوط على سطح القمر والعودة إلى الأرض. خلال هذا الاختبار هبطت المركبة القمرية برائدي الفضاء حتى وصلت إلى ارتفاع 15.6 كيلومتر من سطح القمر ثم عادت لكي تقابل المركبة الفضائية وتلتحم بها.

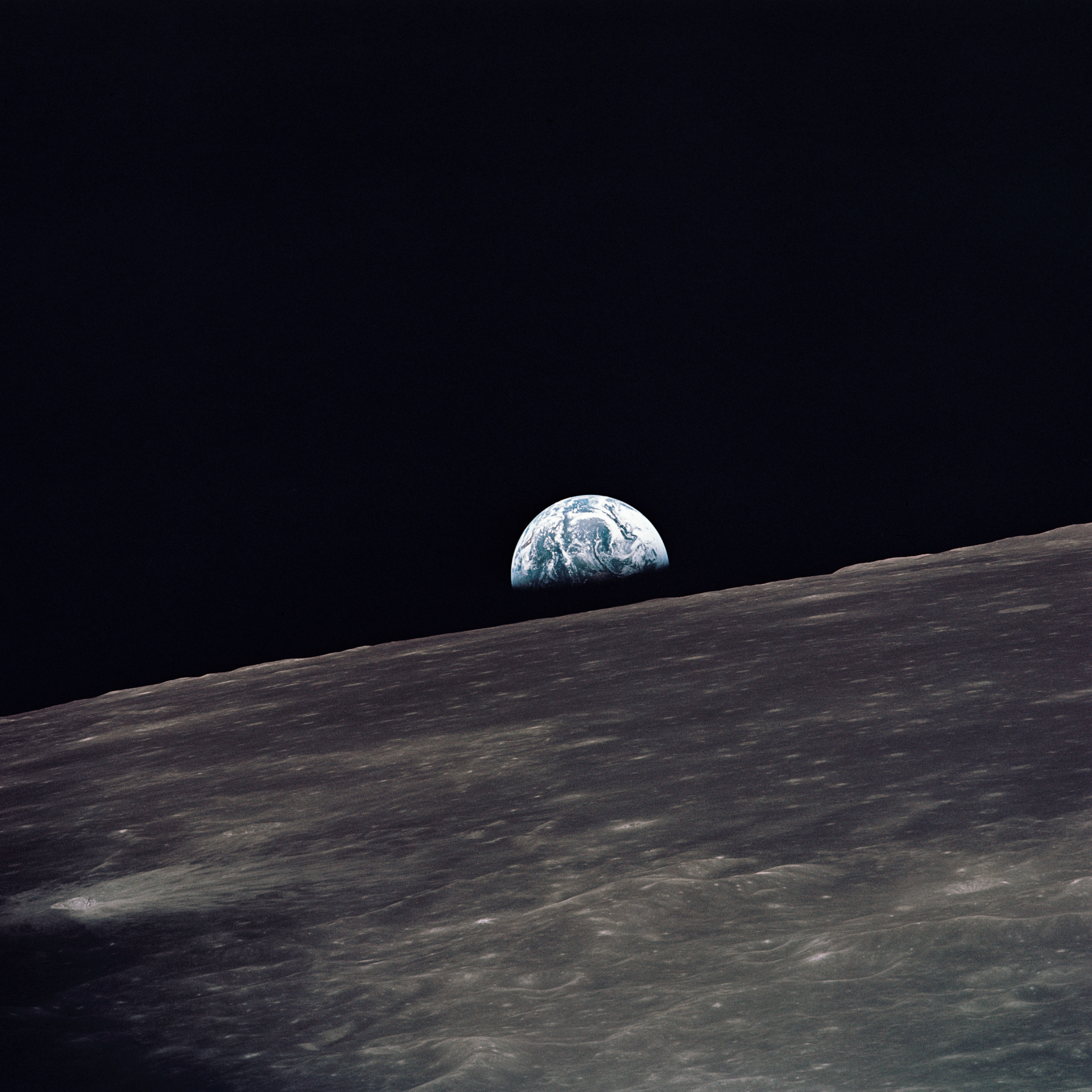
الأرض تشرق فوق القمر، أبولو 10.

حققت أبولو 10 رقما قياسيا بالنسبة إلى سرعة مركبة بناها الإنسان حيث وصلت سرعتها نحو 40.000 كيلومتر/ساعة، وكان ذلك أثناء عودتها من مدار القمر إلى الأرض يوم 26 مايو 1969.
هذه السرعة العظيمة تشكل مشكلة لعودة رواد الفضاء إلى الأرض، ولا بد لهم من خفض تلك السرعة إلى نحو 6000 كيلومتر/ساعة لكي يستطيعوا الهبوط على الأرض بسلام. وفعلوا ذلك بأن عكسوا اتجاه مركبة الفضاء قبل وصولهم الأرض واشعال الصاروخ بقدر محسوب فتقل سرعتهم ويصبح دخولهم جو الأرض ممكنا.

## طاقم أبولو 10

### روائد الفضاء
القائد: توماس ستافورد
جولتة الفضائية الثالثة
قبطان مركبة الفضاء: جون بونج
جولتة الفضائية الثالثة
قبطان المركبة القمرية: يوجين سيرنان
جولتة الفضائية الثانية

### الطاقم الاحتياطي
- القائد:جوردن كوبر
- قبطان مركبة الفضاء: دون ايسيل
- قبطان المركبة القمرية: ادجار ميتشل

### فريق الدعم
- تشارلز ديوك
- جوزيف إنجل
- جيمس إروين
- جاك لوزما

## التجهيز للرحلة

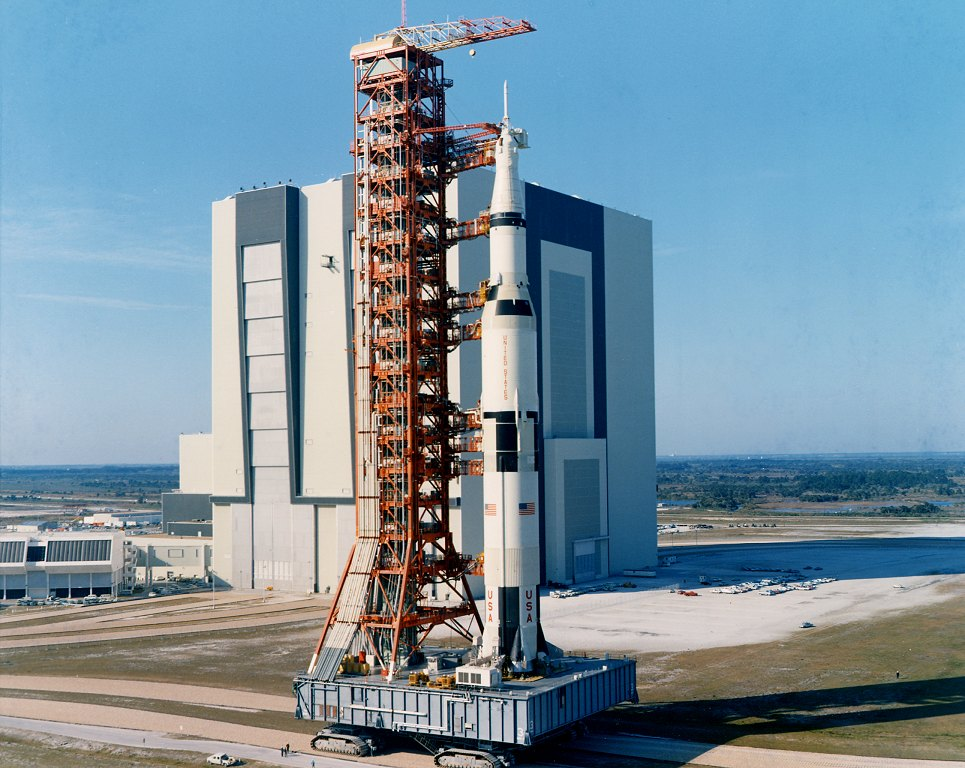
أبولو 10 على الزاحفة "كراولر" في طريقها إلى قاعدة الإقلاع.

وصلت اجزاء الصاروخ ساتورن 5 إلى مركز كينيدي للفضاء خلال شهري نوفمبر وديسمبر 1968. وبعد تركيب المراحل الثلاثة، وحمل على قمتها مركبة الفضاء Command Module والمركبة القمرية Lunar Module في مبني التركيب الفضائي، ثم نقلت بواسطة الزاحفة الفولاذية الجبارة كراولر  Crowler إلى قاعدة الإقلاع رقم 39B في 11 مارس 1969، في نفس الوقت كانت المركبة أبولو 9 تدور في مدار حول الأرض. وتحمل ساتورن 5 رقم الإنتاج AS-505 وتحمل مركبة الفضاء رقم إنتاج CSM-106 (حـُجزت المركبة CSM-105 لإجراء بعض الاختبارات عليها ولم تكن معدة للقيام برحلات في الفضاء)، ورقم المركبة القمرية LM-4.
كما هو متبع قام طاقم أبولو 10 باختيار أسماء لمركبة الفضاء والمركبة القمرية الخاصة بهم. واختاروا اسم «شارلي براون» كاسم لمركبة الفضاء، واطلقوا اسم «سنوبي» على المركبة القمرية. وكلا الاسمان ينتميان إلى مسلسل فكاهي كان يُعرض وقتها في التلفاز الأمريكي يسمى «بندق» Peanuts. وذلك بعدما اختار طاقم أبولو 9 اسمي «جمدروب»Gumdrop أي حلوى، و«اسبيدر» Spider أي العنكبوت لمركبتيهم، أصر مدير ناسا على أن يكون اختيار أسماء مركبتي أبولو 11 والتي ستهبط على القمر فيما بعد اختيارا جدياً.
تناوب الاتصال من الأرض من مركز القيادة الفضائية CapCom مع طاقم أبولو 10 أثناء بعثتهم رواد الفضاء المخضرمون شارلي ديوك وجوزيف إنجل وجاك لوزما وبروس ماكانديلس.

## الرحلة

### الإقلاع
في تمام الساعة 16:49 بالتوقيت العالمي المنسق UTC يوم 18 مايو 1969 انطلق الصاروخ ساتورن 5 من مركز كينيدي للفضاء بفلوريدا. وكما فعل طاقم أبولو 8 إتخذ طاقم أبولو 10 مدارا حول الأرض وبعد دورتين في مدار الأرض أشعل القائد توماس سترافورد المرحلة الثالثة للصاروخ ساتورن 5 مرة ثانية لكي ترفع سرعتهم إلى نحو 37.000 كيلومتر/ساعة فيتركوا الأرض في اتجاه القمر.

### في مدار حول القمر

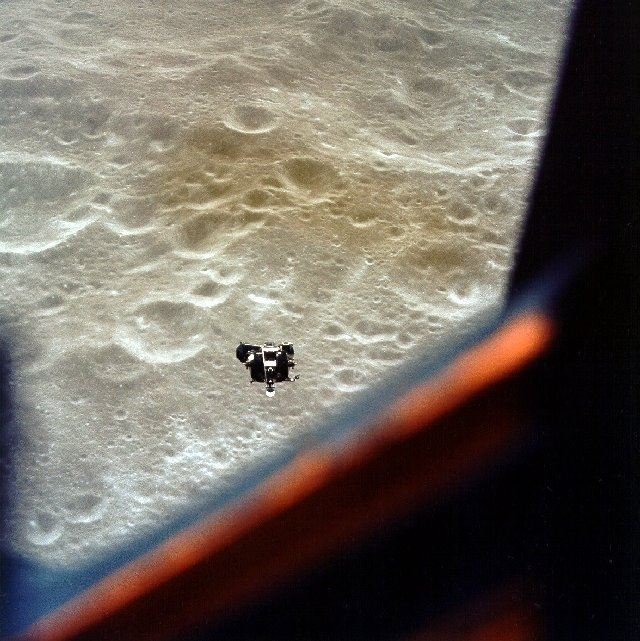
مركبة القمر LEM في مدار حول القمر.

كان على طاقم أبولو 10 عند الاقتراب من مدار القمر خفض سرعتهم من نحو 37000 إلى 3700 كيلومتر في الساعة لكي يتخذاوا مدارا حول القمر. ولو لم تتم تلك العملية بالدقة اللازمة وكانت سرعتهم أكبر من 3700 كيلومتر / ساعة لكانت جاذبية القمر أضعف من أن تلتقطهم في مدار حوله، فيضيعوا في أغوار الفضاء بلا رجعة. وإذا انخفضت سرعتهم إلى أقل من 3700 كيلومتر/ساعة لجذبهم القمر بشدة وارتطموا بسطحه. لكن بمساعدة مركز القيادة في هيوستن وتبادل المعلومات وإملائها في حاسوب المركبة الفضائية اتخذ المدار على القمر بدون صعوبة، وبدأت تنفيذ المناورة التي تمهد فيما بعد لهبوط أبولو 11 على القمر. وعلى ارتفاع 110 كيلومتر من سطح القمر انفصلت مركبة الهبوط على القمر Lunar Excursion Module عن مركبة الفضاء المكونة من المركبة الرئسية/ووحدة الخدمات Command Module/Service Module ويزنان 32 طن.

### المناورة في مدار القمر

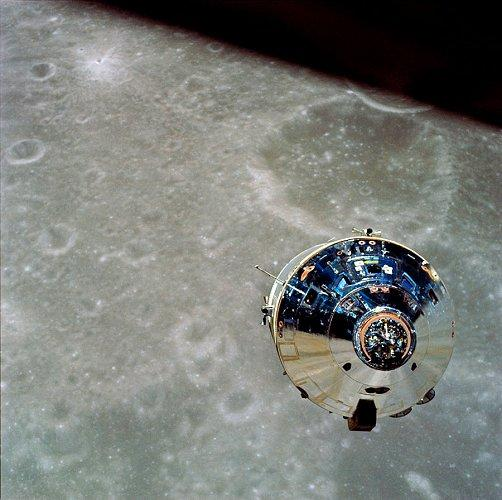
مركبة الفضاء "شارلي براون" كما صورتها المركبة القمرية "سنوبي" في مدار حول القمر.

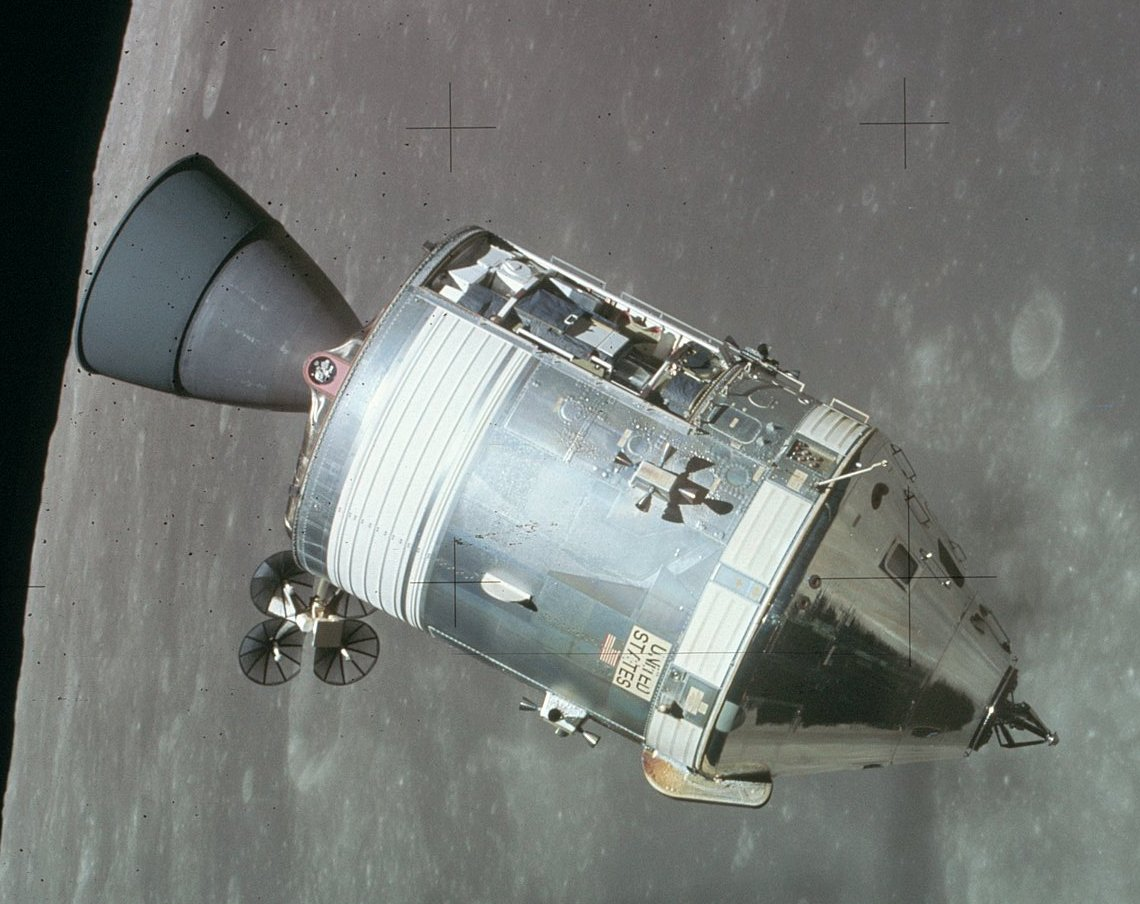
مركبة الفضاء وتتكون من كبسولة القيادة Command module ووحدة الخدمة Service module.

في يوم الأربعاء الساعة 9:49 مساء بتوقيت هيوستن وبعد ثلاثة أيام من بدء الرحلة فتح جون يونغ الدهليز المؤدي إلى المركبة القمرية سنوبي وافسح المكان لدخول يوجين سيرنان إليها ثم تبعه توماس ستافورد وحاما داخلها حتى ثبّتا أرجلهما في مثبتات في أرضية المركبة أمام لائحة القيادة وحاسوب سنوبي الذي يضبط تتابع خطوات الحركة والمفاتيح العديدة. وتوجد فوقهم نافذتان مثلثتان الشكل موزعتان على ناحيتي لائحة القيادة. كما توجد نافذة ثالثة مربعة الشكل فوق رأس القائد تساعده في عملية الاشتباك بمركبة الفضاء Command and service Modules (شارلي براون ) بعد انتهاء المناورة. وتبدو مركبة الهبوط على القمر سنوبي كأنها عدة صناديق مشتبكة بعضها البعض، ومتصل بقاعدتها الأربعة أرجل العنكبوتية. ولا غرابة في ذلك الشكل فجو القمر يفتقد الهواء الذي يتطلب اشكالا انسيابية للطيران، فقد راعى المهندسون أن يكون وزن سنوبي  أخف ما يكون لتوفير الوقود، ومن جهة أخرى يجب أن تكون المركبة محكمة بحيث لا تسرب غاز الأوكسجين الذي يحتاجه رواد الفضاء للتنفس.
قام سيرنان وتوماس ستافورد باختبار عمل جميع الأجهزة التي سيحتاجونها في الغد للقيام بمناورة الهبوط واستغرق هذا الفحص نحو ساعتين. وسبحت تشكيلة المركبتان فوق القمر بهدوء. وعندما كان سيرنان ينظر من نافذة سنوبي كان يرى سطح القمر ينسحب هادئا تحته بما فيه من وديان منبسطة وفوهات.
ويوم الخميس 22 مايو 1969 في تمام الساعة 1:35 بعد الظهر بتوقيت هيوستن فصل سيرنان سنوبي عن شارلي براون  وسبحت المركبتان بالقرب من بعضهما لمدة 20 دقيقة لكي يستعد فيها الثلاثة رواد للقيام بالمهمة الرئيسية لرحلة أبولو 10. وكان سترافورد وسيرنان يران الضوء المنعكس على القمر ذو لون غريب. ويعرفان أنه لا سبيل لعودتهم إلى الأرض إلا بلقائهم ثانية مع شارلي براون ، وأنه في حالة ظهور إشكال بمركبتهم وعدم استطاعة سنوبي الصعود من ارتفاع 16 كيلومتر لمقابلة شارلي براون والاشتباك معه، فإن على يونغ أن يهبط بالمركبة شارلي براون  إليهم لالتقاتهم من ذلك الارتفاع المنخفض.
وبعدها ب 40 دقيقة وفي تمام الساعة 2:35 بتوقيت هيوستن أشعل سيرنان وستافورد المحرك الصاروخي لسنوبي ليبتعدا عن مركبة الفضاء التي بقي يونغ فيها وحده. وكان اشعال الصاروخ لمدة نصف دقيقة كافيا لكي يهبط سنوبي  من ارتفاع 110 كيلومتر إلى 16 كيلومتر، حيث اتخذ سنوبي مسارا للهبوط في شكل القطع الناقص. وابتعد يونج بمركبة الفضاء محتفظا بسرعته، ورآه ستافورد وسيرنان يصغر حجمه رويدا رويدا ومركبته تبتعد عنهما. وكان سترافورد وسيرنان يعرفان أن سنوبي ليس مجهزا للعودة بهم إلى الأرض، فالمركبة القمرية خفيفة الصنع جدا وليس لها الغطاء الواقي من الحرارة الشديدة التي تتولد عند احتكاكهم بالغلاف الجوي للأرض. لو كان الحال كذلك لاحترقا في جو الأرض. فلا بد من الاقتران ثانية بالمركبة شارلي براون .
هبطت المركبة سنوبي إلى ارتفاع 16 كيلومتر فوق سطح القمر. وكان اشعال المحرك الصاروخي لسنوبي حرجا، فلو استغرق الإشعال مدة ثانيتين اثنتين أطول لأدى ذلك لارطامهم بسطح القمر. وتابع يونغ مسار سنوبي لكي يقوم على الفور بالانخفاض لأنقاذهما إذا حدثت مشكلة تستدعي ذلك. أستمر انخفاض سنوبي 20 دقيقة واستوى أفق القمر في أعينهم بعد أن كان مقوسا. وبدؤا يرون الجبال المرتفعة، وتبينوا أن تلك الجبال ماهي إلا حواف للفوهات الكبيرة التي تغطي سطح القمر، كما رؤوا صخورا كبيرة بحجم المنازل ذات الخمسة أدوار، وتبين لهم بعد ذلك أن أحجامها كانت أضخم من ذلك بعشرة مرات، وتخيلوا أن الجبال أصبحت في متناولهما.
أنهى سيرنان وسترافورد مناورة الهبوط الأولى، وهمّا باشعال صاروخ الصعود لكي ترتفع بهما المركبة سنوبي إلى ارتفاع 270 كيلومتر. ثم كرر الاثنان عملية الهبوط بسنوبي إلى ارتفاع 16 كيلومتر من سطح القمر. وفي هذه المرة تحقق الاثنان من المكان المختار الذي سيهبط فيهِ رواد الفضاء لمركبة أبولو 11 فيما بعد على سطح القمر في منطقة بحر الهدوء. وكان العالم المصري فاروق الباز - والذي كان يعمل في ذلك الوقت في أمريكا - أحد العلماء الذين اختاروا أماكن مناسبة لنزول رواد الفضاء فيها.
وفوجئ سترافورد وسيرنان بمنظر الأرض تـُشرق على القمر. وكان الاتصال بينهم مع مركز القيادة في هيوستن جاريا وشارلي ديوك يتابع وصفهم لما يروه. وقال سيرنان لديوك: هالو هيوستن، هنا سنوبي. لقد هبطنا ونحن فوق المنطقة يا شارلي!" - إنهما فوق بحر الهدوء . منطقة منبسطة سهلة لا توجد فيها سوي بضع فوهات متناثرة صغيرة، يكاد الاثنان الأنتهاء من عملية الهبوط إليها.
في تمام الساعة 5:33 بعد الظهر أنهي توماس ستافورد ويوجين سيرنان مناورة الهبوط، وهمـّا باشعال صاروخ الصعود لكي يصعد بهما سنوبي لملاقاة يونغ، وأخذا يناوران يمينا ويسارا، عاليا ثم ينخفضا للاشتباك بشارلى براون . قبل ذلك كان عليهما أن يضبطا وضعية سنوبي عن طريق تشغيل محركات صاروخية صغيرة مثبتة حول سنوبي وتعمل بالوقود الصلب. وعندما حاول سيرنان فعل ذلك ارتجت المركبة واختل توازنها، ورأى سيرنان من النافذة أفق القمر يتأرجح بشدة. فقام سترافورد بالضغط على أحد الأزرار للتخلص من المرحلة الثقيلة الخاصة بالهبوط (الأرجل) فيصبح في وسعهما التحكم في سنوبي . واستطاعا ارجاع المركبة إلى حالة الاتزان خلال 8 ثوان والتي بدت لهما فترة طويلة، وبعد عشرة دقائق في الظلام اشتعل المحرك الصاروخي لسنوبي ليصعد بسيرنان وستافورد في مدار أعلى حول القمر ويلتحقا ب جون يونغ بمركبة الفضاء شارلي براون. وبعد مرور 31 ساعة بدأ طاقم أبولو 10  - ثاني طاقم يطوف حول القمر - في الصبح الباكر من يوم 24 مايو رحلة العودة إلى الأرض.

### العودة
عند الاقتراب من المجال الجوي للأرض يوم 26 مايو 1969 وصلت سرعة مركبة الفضاء سرعة 39.897 كيلومتر/ساعة، وكانت ولا زالت هي أقصى سرعة وصل لها الإنسان بمركبة من صنعهِ. وفي تمام الساعة 16:52 بالتوقيت العالمي UT لمست كبسولة أبولو 10 وكان داخلها الرواد الثلاثة سطح المحيط الهادي حيث التقطتهم فيما بعد حاملة الطائرات التابعة للبحرية الأمريكية برينستون USS Princeton. والتقط خلال هذه الرحلة 19 فيلما ملونا للتلفاز أرسلت وأذيعت لأول مرة على جميع سكان الأرض.
وتوجد كبسولة المركبة أبولو 10 حاليا في المتحف العلمي Science Museum في لندن.
وفي هيوستن كان نيل أرمسترونج وطاقم رحلته أبولو 11 يُتمون أخر التدريبات والاستعدادات لبعثتهم. وعندما وصل توم ستافورد وطاقمه عائدين من القمر، لم يتبق سوى الهبوط على القمر. فكان جميع العتاد والعمليات قد أصبحت ضمن الخبرة الجماعية تحت تصرف رواد الفضاء وطاقم القيادة والمتابعة من الأرض، والتعلم من الصعوبات التي واجهت الرواد خلال البعثات السابقة. وأصبح كل منهم ملم بها كما لو كان قد أجراها بنفسه. فكانت الخبرة المكتسبة من كل رحلة أساسا يُبنى عليه وتفادوا بذلك إعادة الأخطاء السابقة، أو هكذا كان أملهم. وقد أصبح الطريق واضحا لأبولو 11 لكي يقوموا برحلتهم التاريخية.

### موسيقى في الراديو
بعد نحو 50 عاما في فبراير 2016 نشرت ناسا تسجيلا لـ«موسيقى فضائية» غريبة سمعها رواد فضاء مركبة أبولو 10 عندما داروا بمركبتهم حول القمر. فقد سمع الرواد الثلاثة «صوت صفير» في الفضاء الخارجي اعتقدوا وقتها أنهم كانوا يتخيلون ذلك. وكان الرواد في أشد الحيرة وترددوا في إبلاغ المسؤولين خشية أن يسخروا منهم ولا يسمحوا لهم بمهام أخرى في المستقبل. وكان الرواد الثلاثة توماس ستافورد وجون يونغ ويوجين سيرنان قد سجلوا تلك الأصوات وأحالوها إلى مركز مراقبة البعثة في مدينة هيوستن في ولاية تكساس.
ومن جانبها تنفي وكالة ناسا أن تكون الموسيقى من الفضاء الخارجي، وقال أحد المهندسين بالوكالة إن الأصوات على الأرجح جاءت من التداخل الذي تسببه أجهزة الراديو القريبة من بعضها في المركبة القمرية ووحدة القيادة.

## أهمية الرحلة لرحلاتبرنامج أبولو
أثبت نجاح رحلة أبولو 10 قدرة ناسا على تنظيم واجراء عدة رحلات لأبولو خلال وقت قصير. فمنذ أبولو 7 كانت سبعة أشهر قد مضت، وكانت أبولو 10 هي الرحلة الرابعة خلال تلك الفترة، وفي نفس الوقت جرت استعدادات لرحلتين فضائيتين بعد أبولو 10.
وفوق ذلك فقد أتمت أبولو 10 بنجاح جميع المناورات التمهيدية للهبوط على القمر - من دون الهبوط عليه. وتبين من خلال تلك الرحلة أن جميع الصعوبات التي واجهتها قد حلت على الوجه الأكمل، بحيث أمكن التخطيط لرحلة أبولو 11 التي كانت البعثة الأولى التي يهبط فيها الإنسان على سطح القمر.

## صور لرحلة أبولو 10

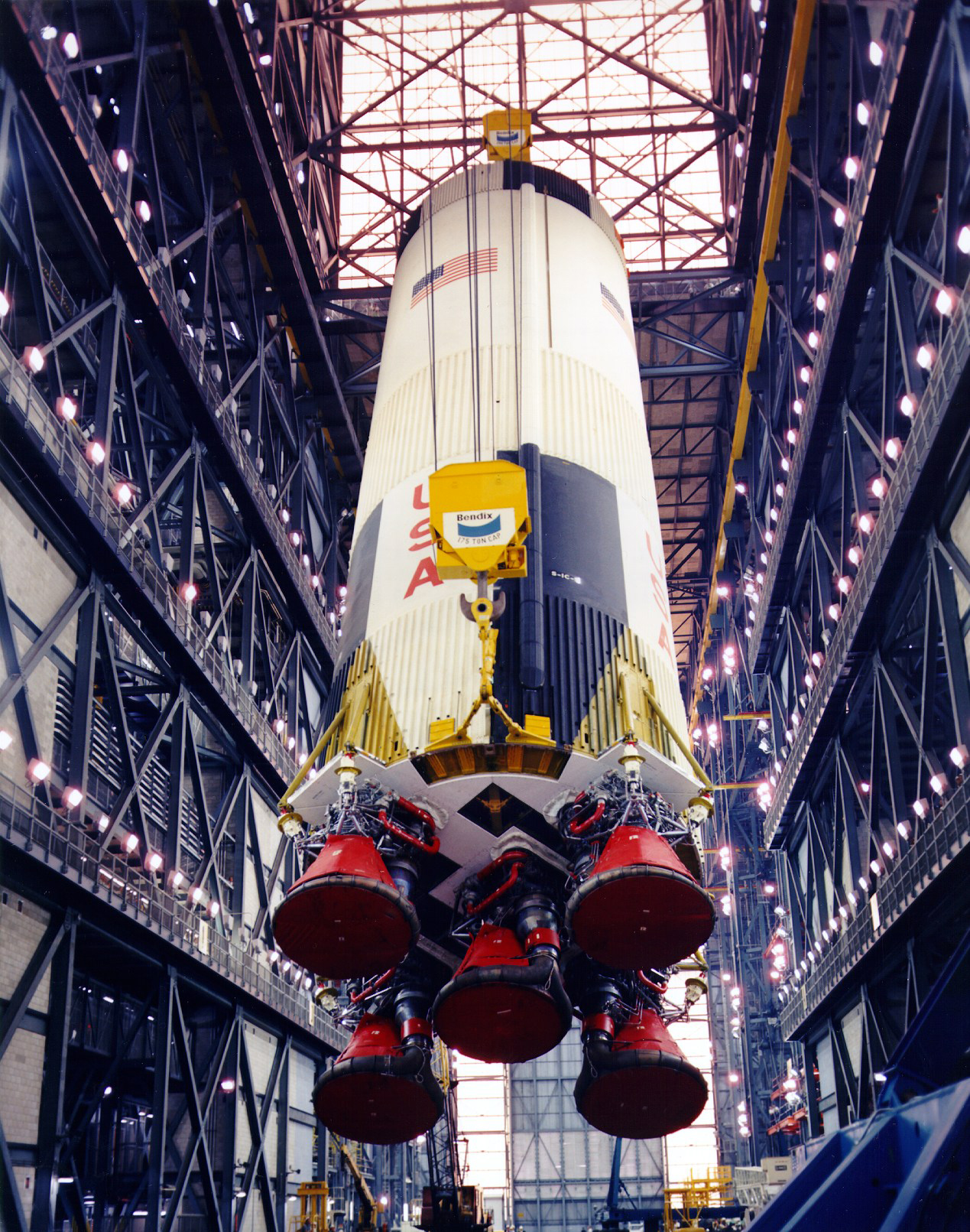
المرحلة اأولى ساتورن 5
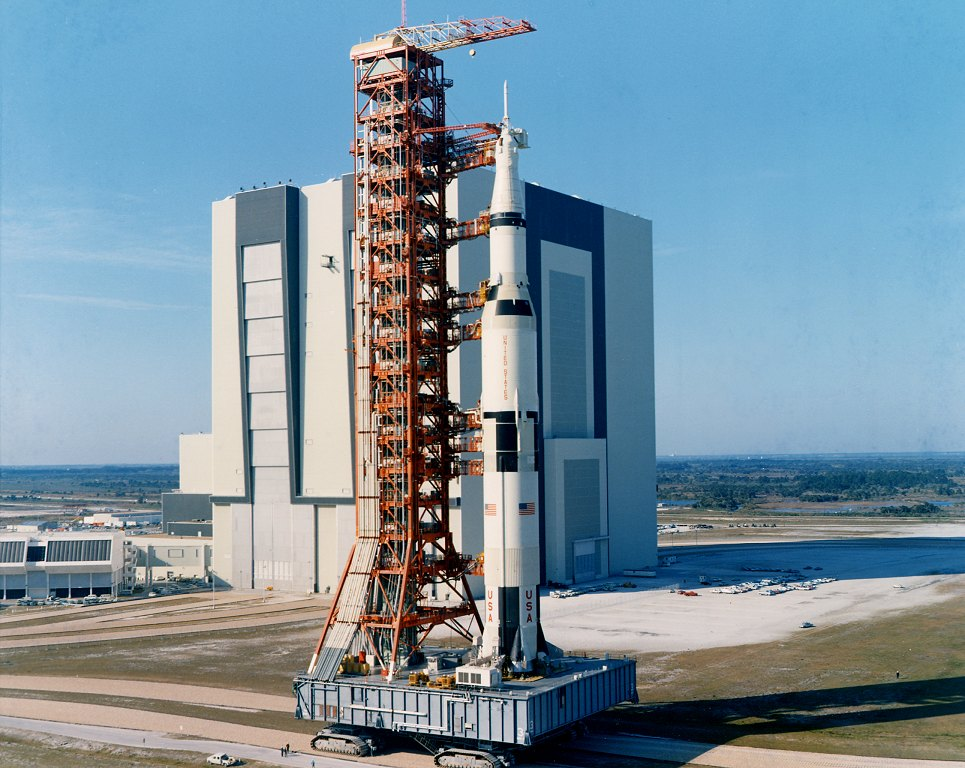
أبولو 10 على الزاحفة "كراولر" في طريقها إلى قاعدة الإقلاع.
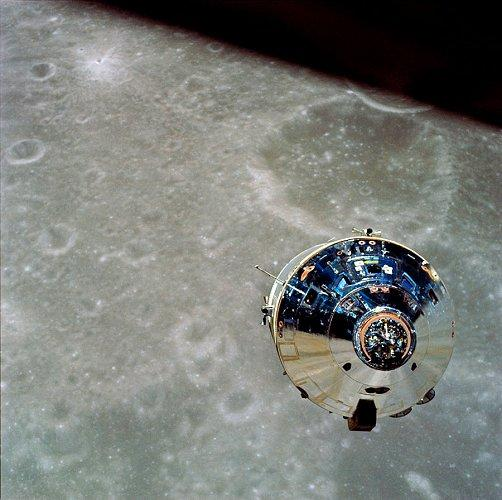
مركبة الفضاء "شارلي براون" كما صورتها المركبة القمرية "سنوبي" في مدار حول القمر.
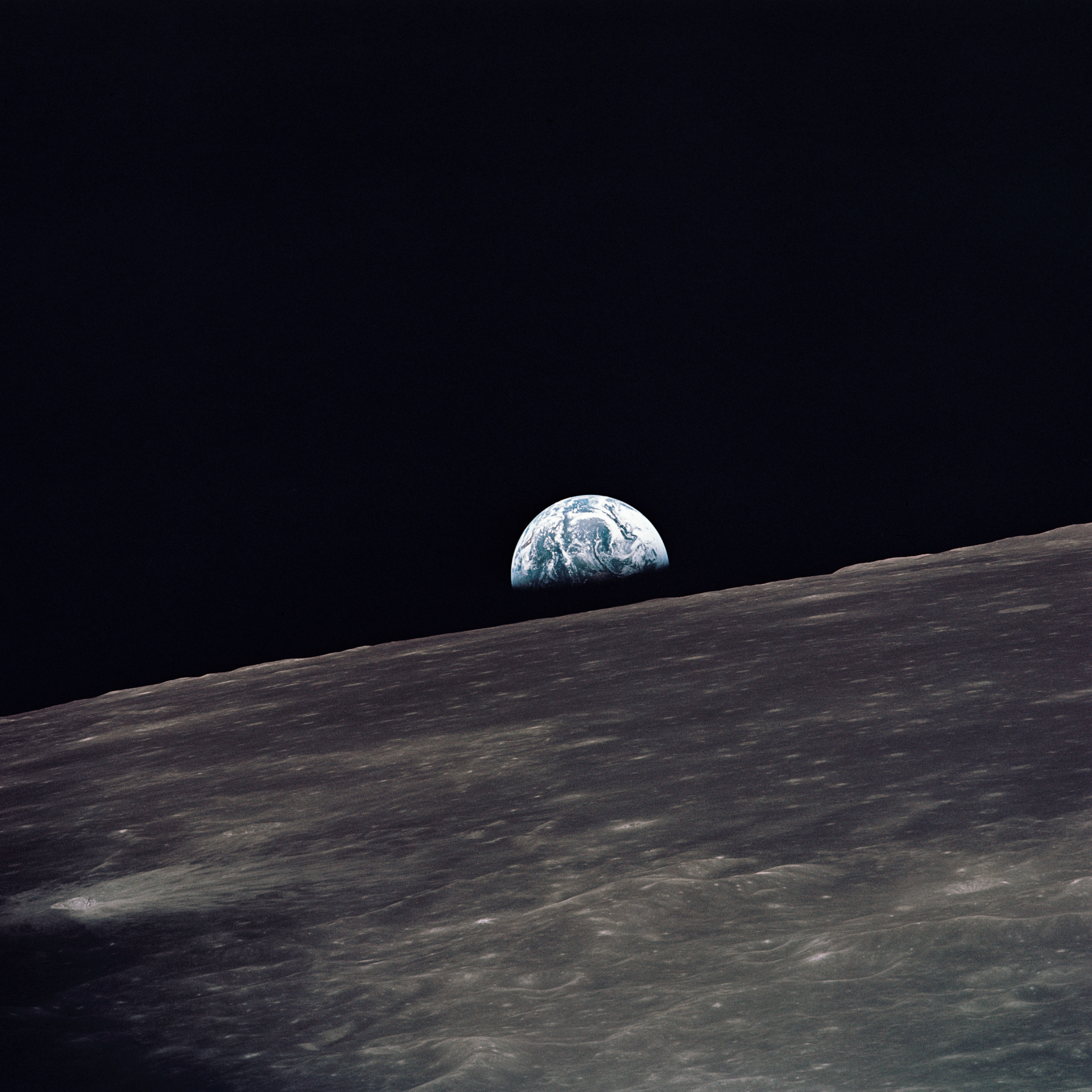
الأرض تشرق فوق القمر، أبولو 10.
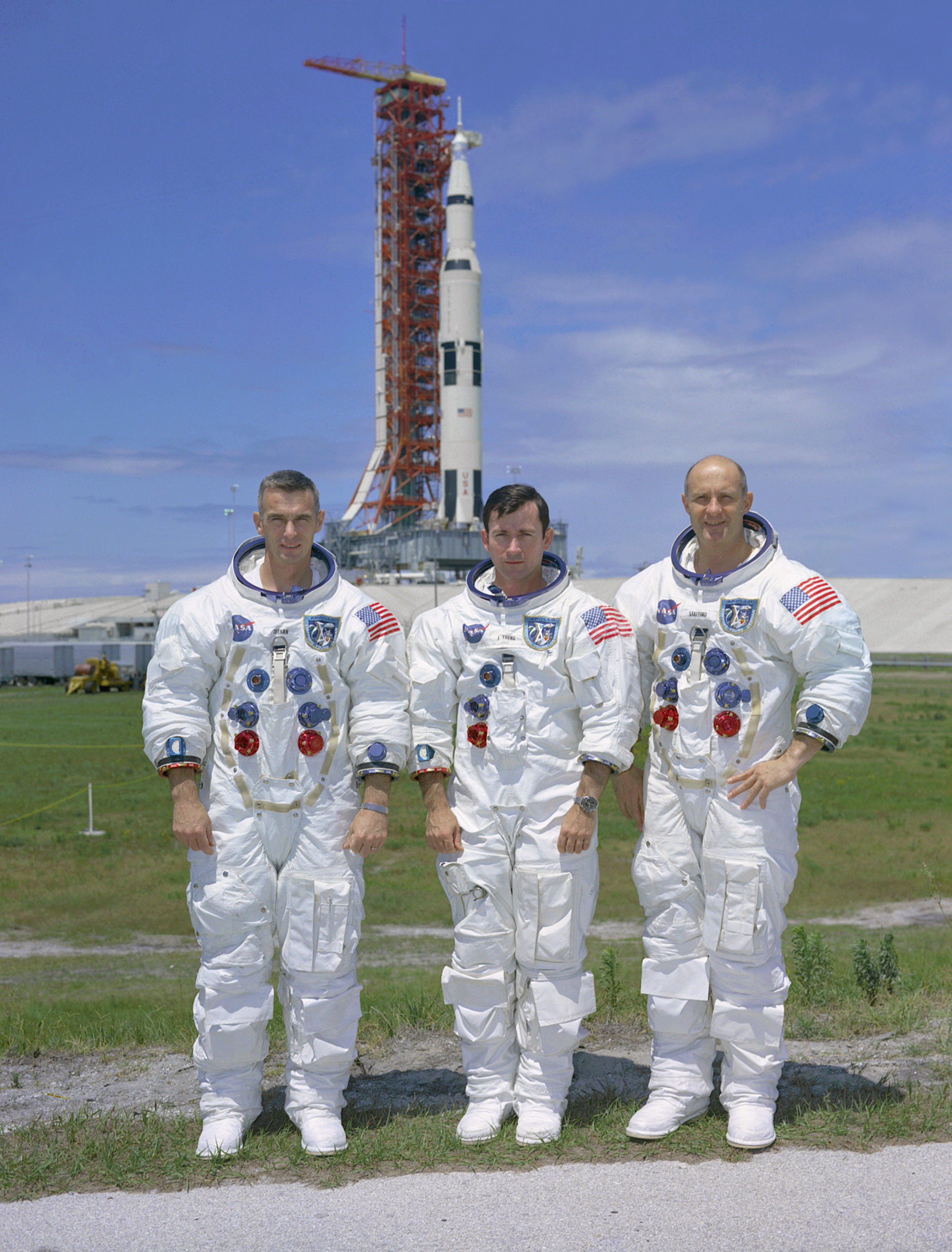
الطاقم وصاروخهم، من اليسار:سيرنان ويونج وستافورد.
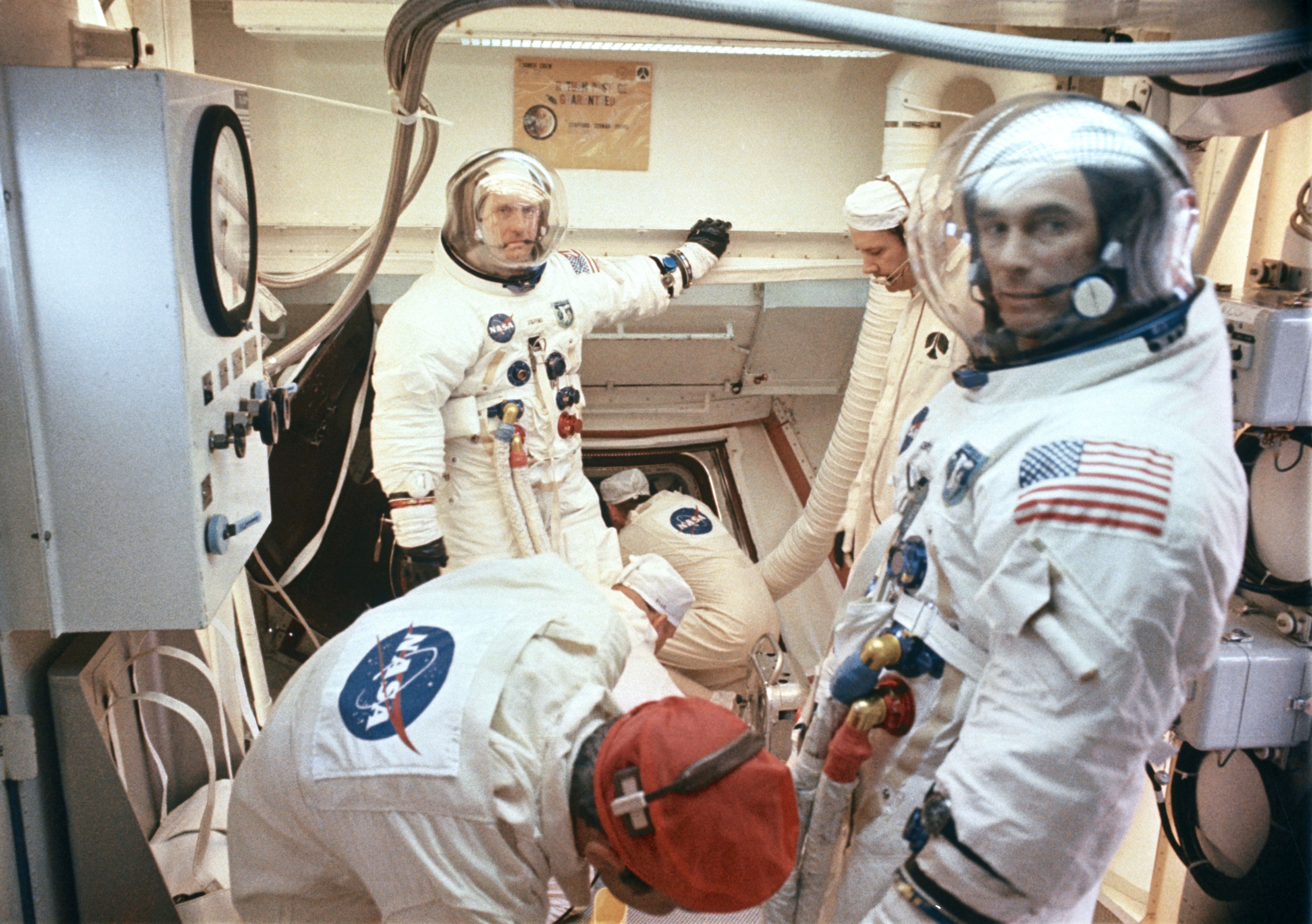
الطاقم يركب كبسولة أبولو 10 قبل الإقلاع.
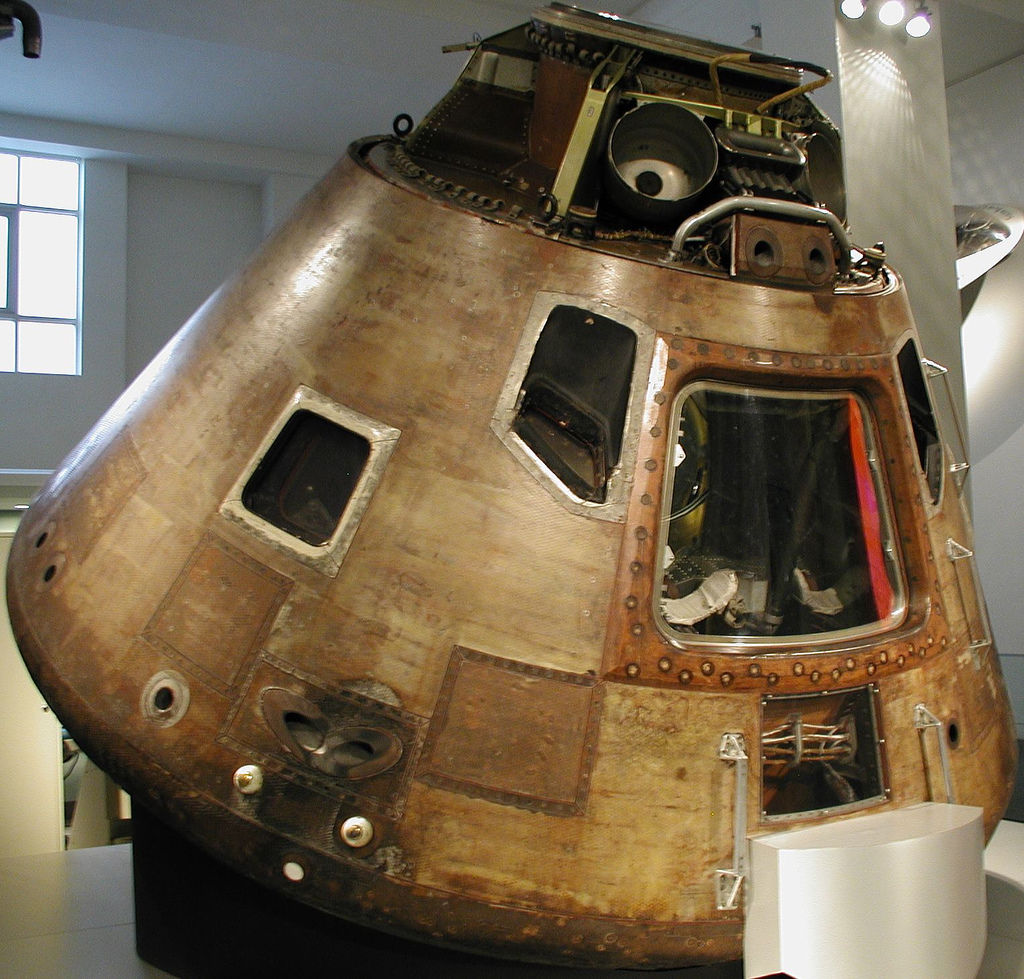
مركبة الفضاء (كبسولة أبولو 10) بمتحف العلوم في لندن.
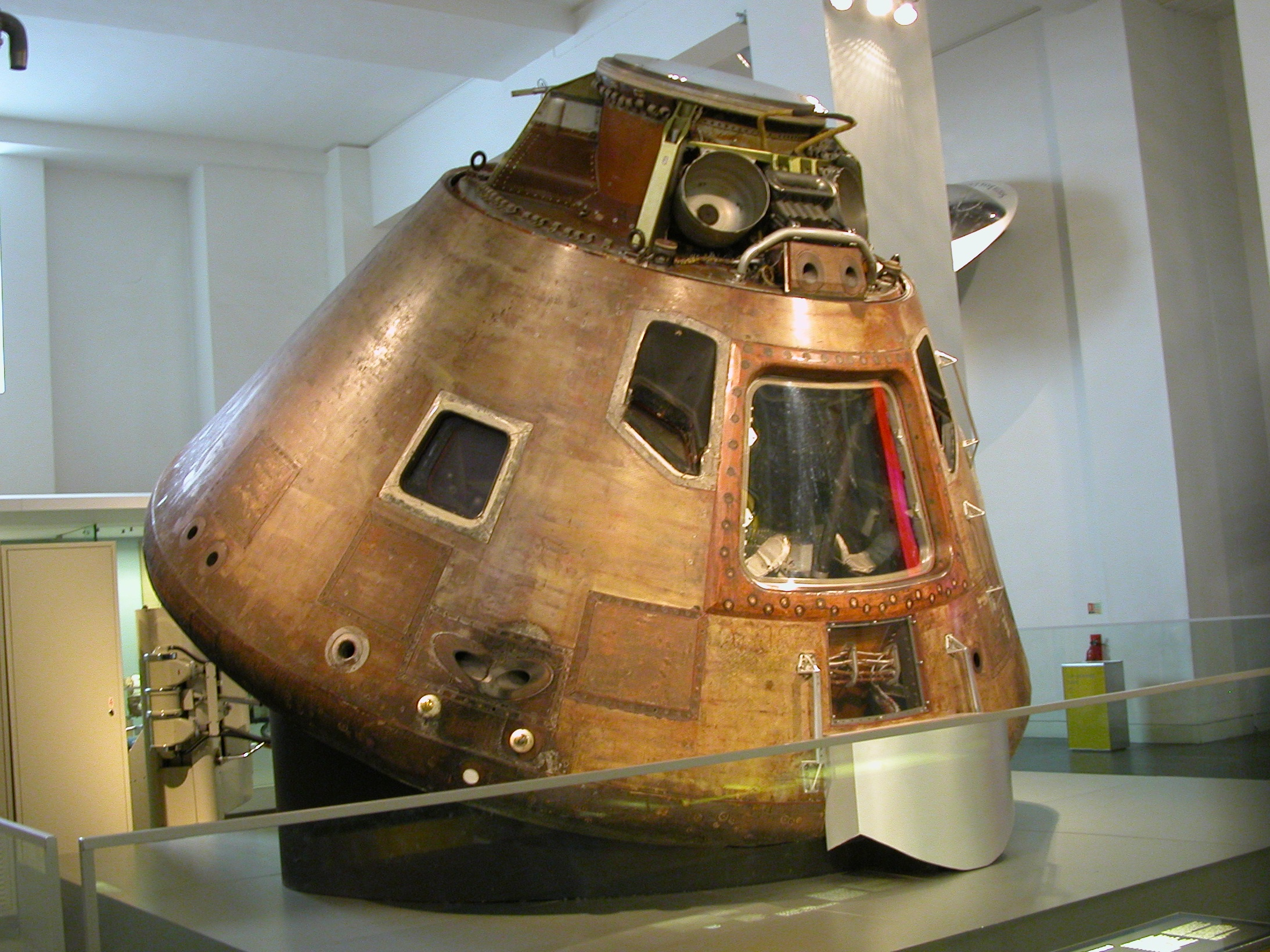
مركبة الفضاء (كبسولة أبولو 10) بمتحف العلوم في لندن.).
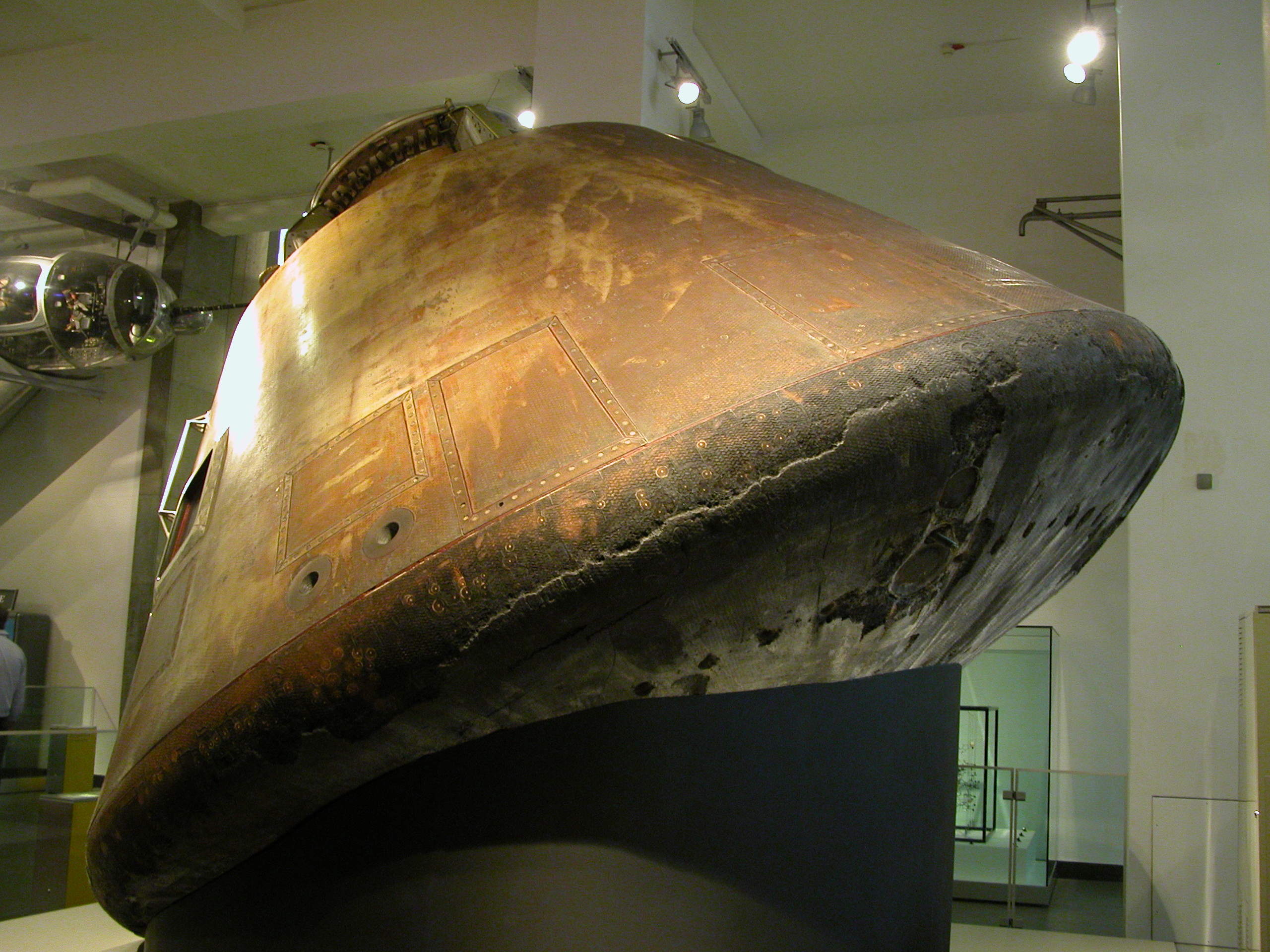
مركبة الفضاء (كبسولة أبولو 10) وقاعدتها المحروقة من جراء دخولها جو الأرض، بمتحف العلوم في لندن.).

## اقرأ أيضًا
- نيل أرمسترونج
- بز ألدرن
- فاروق الباز
- قائمة رواد فضاء أبولو

## وصلات خارجية
- Apollo 10 Moon Orbit Video
- Apollo 10 - NASA Press Kit
- Apollo 10 entry in Encyclopedia Astronautica
- The Apollo Spacecraft: A Chronology
- Apollo Program Summary Report
- Mission Report: Apollo 10
- Apollo 10 Moon Orbit Video
- More images from Apollo 10
- Apollo/Saturn V Development Apollo 10 Launch